# Bryophagus
Bryophagus är ett släkte av lavar. Bryophagus ingår i familjen Gyalectaceae, ordningen Ostropales, klassen Lecanoromycetes, divisionen sporsäcksvampar och riket svampar.
|            | Gyalecta                                |
|            |                                         |
|            | Pachyphiale                             |
|            |                                         |
|            | Belonia                                 |
|            |                                         |
|            | Ramonia                                 |
|            |                                         |
| Bryophagus | \| \| Bryophagus gloeocapsa \| \| \| \| |
|            | \| \| Bryophagus gloeocapsa \| \| \| \| |
|            | Cryptolechia                            |
|            |                                         |
|            | Bryophagus gloeocapsa                   |
|            |                                         |

|  | Bryophagus gloeocapsa |
|  |                       |